# San Benedetto Tennis Cup 2016
La San Benedetto Tennis Cup 2016 è stata un torneo di tennis facente parte della categoria ATP Challenger Tour nell'ambito dell'ATP Challenger Tour 2016. È stata la 12ª edizione del torneo che si è giocato a San Benedetto del Tronto in Italia dal 9 al 17 luglio 2016 su campi in terra rossa e aveva un montepremi di 42 500 €+H.

## Partecipanti singolare

### Teste di serie
| Nazionalità | Giocatore            | Ranking* | Testa di serie |
| ----------- | -------------------- | -------- | -------------- |
| Italia      | Alessandro Giannessi | 164      | 1              |
| Italia      | Luca Vanni           | 171      | 2              |
| Argentina   | Facundo Argüello     | 175      | 3              |
| Slovenia    | Blaž Rola            | 181      | 4              |
| Belgio      | Arthur De Greef      | 182      | 5              |
| Francia     | Mathias Bourgue      | 184      | 6              |
| Italia      | Matteo Donati        | 191      | 7              |
| Francia     | Grégoire Barrère     | 192      | 8              |

- Ranking al 27 giugno 2016.

### Altri partecipanti
Giocatori che hanno ricevuto una wild card:
- Gianluca Mager
- Andrea Basso
- Gianluigi Quinzi
- Edoardo Eremin

Giocatori che sono passati dalle qualificazioni:
- Kevin Krawietz
- Laslo Đere
- Patricio Heras
- Michael Linzer

Giocatori che hanno ricevuto un entry come special exempt:
- Stefano Napolitano

Giocatori che hanno partecipato come lucky loser:
- Hernán Casanova

## Partecipanti doppio

### Teste di serie
| Nazionalità | Giocatore                | Nazionalità | Giocatore        | Ranking* | Testa di serie |
| ----------- | ------------------------ | ----------- | ---------------- | -------- | -------------- |
| Argentina   | Facundo Argüello         | Perù        | Sergio Galdós    | 270      | 1              |
| Germania    | Kevin Krawietz           | Croazia     | Dino Marcan      | 307      | 2              |
| Italia      | Riccardo Ghedin          | Italia      | Alessandro Motti | 329      | 3              |
| Spagna      | Adrián Menéndez Maceiras | Brasile     | Fabrício Neis    | 375      | 4              |

- Ranking al 27 giugno 2016.

### Altri partecipanti
Coppie che hanno ricevuto una wild card:
- Andrea Basso /  Riccardo Bonadio
- Lucas Miedler /  Stefano Travaglia
- Federico Gaio /  Stefano Napolitano

## Vincitori

### Singolare
Federico Gaio ha battuto in finale  Constant Lestienne con il punteggio di 6–2, 1–6, 6–3

### Doppio
Federico Gaio /  Stefano Napolitano hanno battuto in finale  Facundo Argüello /  Sergio Galdós con il punteggio di 6–3, 6–4